# Melissa Ryan
Melissa Ryan, född den 17 juli 1972 i Bloomington, Indiana, är en amerikansk roddare.
Hon tog OS-brons i tvåa utan styrman i samband med de olympiska roddtävlingarna 2000 i Sydney.